# Mesquita de Rüstem Paxá
A Mesquita de Rüstem Paxá (em turco: Rüstem Paşa Camii) é uma mesquita otomana situada no bairro de Eminönü, distrito de Fatih, Istambul, Turquia. É famosa principalmente pelos seus azulejos de İznik, considerados por muitos os mais belos do seu tipo. É uma das inúmeras obras do arquiteto Mimar Sinan.
Foi desenhada pelo arquiteto imperial otomano Mimar Sinan para o Damat (esposo de princesa) Rüstem Paxá, marido da sultana Mihrimah, filha dileta do sultão Solimão, o Magnífico e de Roxelana. A construção decorreu entre 1560 e 1563.

## Arquitetura

### Exterior
A mesquita foi construída sobre um terraço, por cima de um complexo de lojas cujas rendas se destinavam a financiar o complexo da mesquita. O acesso à mesquita ao seu pátio é feito por duas escadarias interiores estreitas e escuras, uma em cada lado do pátio. à frente da mesquita propriamente dita existe uma arcada dupla com cinco cúpulas suportadas com uma fila de colunas.

### Interior
A mesquita é famosa pela quantidade e qualidade única dos azulejos de İznik que cobrem o mirabe, o mimbar e grande parte das paredes e colunas, tanto no interior como no exterior. Os motivos são florais e geométricos. Muitos deles fazem uso dacor vermelho-tomate, característica do período antigo dos azulejos de İznik (1555-1620). Nenhuma outra mesquita de Istambul apresenta tantos azulejos.
A planta é basicamente um octágono inscrito num retângulo. A cúpula principal assenta em quatro semicúpulas, situados nas diagonais do edifício e não nos eixos, como é mais comum. Os arcos da cúpula assentam em quatro pilares octogonais — dois a norte e dois a sul — e em apoios embebidos nas paredes orientais e ocidentais. A norte e a sul existem galerias suportadas por pilares com pequenas colunas de mármore entre eles.